# 후에 마사토
후에 마사토(일본어: 笛 真人, 1973년 3월 22일 ~ )는 일본의 전 축구 선수이다.

## 구단 경력
1991년 일본 사커 리그의 마쓰다(산프레체 히로시마)에 입단했다. 1994년에 J1리그 준우승을 차지했다. 1998년까지 93경기에 출전하여, 5득점을 넣었다. 2001년부터 2002년까지 프로페서 미야자키에서 뛰었다.